# Karlheinz Stöhr
Karlheinz Stöhr (* 22. Juni 1951 in Bamberg) ist ein deutscher Jurist. Er war von 2001 bis 2016 Richter am Bundesgerichtshof.

## Leben und Wirken
Stöhr trat nach Abschluss seiner juristischen Ausbildung 1980 in den Justizdienst des Landes Nordrhein-Westfalen ein und war beim Landgericht Bonn sowie dem Amtsgericht Siegburg tätig. 1983 wurde er zum Richter am Landgericht Bonn ernannt. 1984 erfolgte Stöhrs Abordnung an das Bundesministerium der Justiz. 1986 wechselte er als Regierungsdirektor in den Bundesdienst, 1992 wurde er zum Ministerialrat ernannt.
Nach der Ernennung zum Richter am Bundesgerichtshof im November 2001 wies das Präsidium Stöhr dem vornehmlich für das Recht der unerlaubten Handlungen sowie das Arzthaftungsrecht zuständigen VI. Zivilsenat zu. Seit Januar 2009 war er als stellvertretendes Mitglied in den Gemeinsamen Senat der obersten Gerichtshöfe des Bundes entsandt. Stöhr trat am 30. November 2016 in den Ruhestand.